# Scandinavian-Typ
Der Scandinavian-Typ war ein Standard-Frachtschiffstyp, der während des Zweiten Weltkriegs auf verschiedenen britischen und kanadischen Werften gebaut wurde. Die Schiffe zählen zur Gruppe der Empire-Schiffe.

## Einzelheiten
Der Entwurf des Schiffstyps wurde von der Werft William Gray & Company in West Hartlepool durchgeführt. Er orientierte sich an zeitgenössischen Holzfrachtern, von deren Verwendung bei skandinavischen Reedereien sich auch die Bezeichnung leitete. Die Dreiinselschiffe mit zwei ausgeprägten Welldecks besaßen einen vorderen und einen achteren Laderaum. Die Aufbauten und der Maschinenraum waren mittschiffs angeordnet.  Das Ladegeschirr bestand aus mehreren normalen Ladebäumen und im Hinblick auf die Panzer- und Schwergutverladung in russischen Nordmeerhäfen ab 1942 teilweise aus zusätzlichen Schwergutbäumen. Spätere Einheiten waren mit einem 80-Tonnen-Schwergutbaum, einem 50-Tonnen-Schwergutbaum, zwei 15-Tonnen-Ladebäumen und vier 5-Tonnen-Ladebäumen ausgerüstet. Der Schiffstyp besaß eine Tragfähigkeit von rund 4700 Tonnen und erreichte mit der Dreifachexpansions-Dampfmaschine eine Geschwindigkeit von zehn Knoten.
Die Schiffe wurden von 1941 bis 1944 gebaut. Gray in Hartlepool baute 24 Einheiten, 14 weitere kamen von anderen britischen Werften und sieben Einheiten des Typs liefen auf drei kanadischen Werften vom Stapel.